# هوگو راگلی
هوگو راگلی (پرتغالی: Hugo Ragelli؛ زادهٔ ۲ مهٔ ۱۹۹۵) بازیکن فوتبال اهل برزیل است.

## باشگاهی
از باشگاه‌هایی که در آن بازی کرده‌است می‌توان به باشگاه ورزشی کروزیرو و ژیل ویسنته اشاره کرد.